# Казипур
Казипур (бенг. কাজীপুর, англ. Kazipur) — город на севере Бангладеш, административный центр одноимённого подокруга. Площадь города равна 10,84 км². По данным переписи 2001 года, в городе проживало 14 800 человек, из которых мужчины составляли 50,01 %, женщины — соответственно 49,99 %. Плотность населения равнялась 1365 чел. на 1 км². Уровень грамотности населения составлял 27,2 % (при среднем по Бангладеш показателе 43,1 %). 